# Squadra bielorussa di Fed Cup
La squadra bielorussa di Fed Cup rappresenta la Bielorussia nella Fed Cup, ed è posta sotto l'egida della Associazione tennistica bielorussa.
La squadra partecipa alla competizione dal 1994, nella quale si qualifica subito per il Gruppo mondiale, ma verrà eliminata al primo turno (sedicesimi di finale) dall'Olanda per 2-1. Fino al 1992, prima dell'ottenimento dell'indipendenza, le tenniste bielorusse giocavano per l'Unione Sovietica e per la CSI. Come in tutti gli altri sport, anche nel tennis i risultati ottenuti da queste due rappresentative sono considerati parte dell'attuale squadra russa.
Dopo 23 anni passati per lo più nella Zona Euro-Africana, nel 2016, trascinata da Viktoryja Azaranka, la nazionale bielorussa batte la Russia nello spareggio del Gruppo mondiale (3-2) e torna nel 2017 nel World Group, per la prima volta da quando c'è il formato delle migliori otto.  
Nel 2017, a Minsk, Sabalenka e compagne riescono a vincere nettamente sui Paesi Bassi (4-1). La Bielorussia centra così la sua prima semifinale nella storia della Fed Cup: nella circostanza, la squadra est-europea affronta la Svizzera: Aljaksandra Sasnovič esordisce con un successo su Viktorija Golubic per 7-5 al terzo set; Sabalenka perde il suo singolare contro Timea Bacsinszky, portando la sfida sull'1-1. Sasnovič riesce a vincere anche su Bacsinszky in due set, riportando avanti la sua nazionale. Con il successo di Aryna Sabalenka su Golubic (6-3 2-6 6-4), la Bielorussia si qualifica per la sua prima finale di Fed Cup. A novembre, la Chizhovka-Arena di Minsk ospita la sfida finale contro gli Stati Uniti: Aljaksandra Sasnovič cede a Coco Vandeweghe nel primo singolare con un duplice 4-6. Sabalenka riequilibra la situazione, imponendosi sulla recente campionessa degli US Open Sloane Stephens (6-3 3-6 6-4). Nel singolare successivo, Sabalenka viene battuta da Vandeweghe, ma Sasnovič tiene vive le speranze della bielorussa prevalendo su Stephens per 8-6 al terzo set. Nel doppio che consegna la vittoria della Fed Cup, Sabalenka/Sasnovič non riescono a conquistare il titolo, arrendnedosi a Vandeweghe/Rogers in due set.
Nel 2018, le vicecampionesse in carica bielorusse trovano la Germania: Sabalenka apre il confronto con il successo su Tatjana Maria in tre set. Sasnovič cede ad Antonia Lottner, mentre Vera Lapko si arrende a Maria: le tedesche passano così a condurre la sfida. Nel quarto singolare, Sabalenka tiene in vita la Bielorussa, sconfiggendo Lottner per 6-2 al terzo. Nel doppio, Sabalenka/Marozava cedono nel tie decisivo a Gronefeld/Maria, condannando la nazionale bielorussa ai play-off per restare nel Gruppo Mondiale. La sfida è contro la Slovacchia: Sasnovič e Sabalenka vincono un singolare su due ciascuna, rimandando il verdetto del tie al doppio decisivo. A differenza di quanto successo con la Germania, questa volta le bielorusse riescono a prevalere, con Lapko/Marozava che battono Schmiedlová/Kužmová  per 6-3 6-4, definendo il risultato finale sul 3-2 e permettendo alla Bielorussia di rimanere nel World Group.
Nel 2019, la Bielorussia ritrova la Germania al primo turno un anno dopo l'eliminazione: questa volta, Sabalenka e Sasnovič vincono i loro singolari, mentre Azaranka/Marozava trionfano anche nel doppio, fissando il risultato finale sul 4-0. Nella sua seconda semifinale in Fed Cup, la Bielorussia è ospite a Brisbane dell'Australia: Sabalenka vince il primo singolare contro Stosur, per 6-3 al terzo. Ashleigh Barty, però, vince entrambi i suoi match contro Sabalenka e Azaranka, portando le oceaniche in vantaggio per 2-1. Azaranka tiene vive le speranze per la finale, rifilando un doppio 6-1 a Samantha Stosur. Nel doppio decisivo, Barty e Stosur si impongono su Sabalenka/Azaranka, eliminando il team bielorusso dalla competizione.
Nel 2020, la Fed Cup cambia nome e formato: nella nuova Billie Jean King Cup, le squadre alla fase finale passano da 8 a 12. La Bielorussia deve passare da un turno di qualificazione per accedere alla fase finale: nel febbraio 2020, affrontano a L'Aia i Paesi Bassi. La top-10 Bertens batte sia Sabalenka che Sasnovič, ma Rus perde i suoi singolari contro le due bielorusse. Il tie si decide così con il doppio: al tie-break del terzo set, Sabalenka/Sasnovič si impongono su Schuurs/Bertens, garantendo alle bielorusse la presenza nella fase che assegnerà il titolo. Causa COVID-19, le fasi finali si svolgono nel novembre 2021: la Bielorussia, privata di Sabalenka, esce di scena già nella fase a gironi, perdendo i tie contro il Belgio (1-2) e contro l'Australia (1-2).

## Risultati
| = Incontro del Gruppo Mondiale |

### 2010-2019
| Anno | Turno                          | Data         | Sede                    | Avversario    | Punteggio | Esito     |
| ---- | ------------------------------ | ------------ | ----------------------- | ------------- | --------- | --------- |
| 2010 | Gruppo I, Fase a gironi        | 3 febbraio   | Lisbona (PRT)           | Austria       | 1 – 2     | Sconfitta |
| 2010 | Gruppo I, Fase a gironi        | 4 febbraio   | Lisbona (PRT)           | Bosnia-E.     | 3 – 0     | Vittoria  |
| 2010 | Gruppo I, Fase a gironi        | 5 febbraio   | Lisbona (PRT)           | Gran Bretagna | 1 – 2     | Sconfitta |
| 2010 | Gruppo I, Playoff 9º-12º posto | 6 febbraio   | Lisbona (PRT)           | Croazia       | 2 – 1     | Vittoria  |
| 2011 | Gruppo I, Fase a gironi        | 2 febbraio   | Eilat (ISR)             | Austria       | 3 – 0     | Vittoria  |
| 2011 | Gruppo I, Fase a gironi        | 3 febbraio   | Eilat (ISR)             | Croazia       | 3 – 0     | Vittoria  |
| 2011 | Gruppo I, Fase a gironi        | 4 febbraio   | Eilat (ISR)             | Grecia        | 3 – 0     | Vittoria  |
| 2011 | Gruppo I, Playoff              | 5 febbraio   | Eilat (ISR)             | Polonia       | 2 – 0     | Vittoria  |
| 2011 | Spareggi Gruppo Mondiale II    | 16-17 aprile | Minsk (BLR)             | Estonia       | 5 – 0     | Vittoria  |
| 2012 | Gruppo Mondiale II             | 4-5 febbraio | Worcester, MA (USA)     | Stati Uniti   | 0 – 5     | Sconfitta |
| 2012 | Spareggi Gruppo Mondiale II    | 21-22 aprile | Yverdon-les-Bains (SUI) | Svizzera      | 1 – 4     | Sconfitta |
| 2013 | Gruppo I, Fase a gironi        | 6 febbraio   | Eilat (ISR)             | Georgia       | 3 – 0     | Vittoria  |
| 2013 | Gruppo I, Fase a gironi        | 7 febbraio   | Eilat (ISR)             | Austria       | 2 – 1     | Vittoria  |
| 2013 | Gruppo I, Fase a gironi        | 8 febbraio   | Eilat (ISR)             | Croazia       | 0 – 3     | Sconfitta |
| 2013 | Gruppo I, Playoff 5º-8º posto  | 9 febbraio   | Eilat (ISR)             | Israele       | 2 – 0     | Vittoria  |
| 2014 | Gruppo I, Fase a gironi        | 4 febbraio   | Budapest (HUN)          | Turchia       | 3 – 0     | Vittoria  |
| 2014 | Gruppo I, Fase a gironi        | 6 febbraio   | Budapest (HUN)          | Portogallo    | 3 – 0     | Vittoria  |
| 2014 | Gruppo I, Fase a gironi        | 7 febbraio   | Budapest (HUN)          | Bulgaria      | 2 – 1     | Vittoria  |
| 2014 | Gruppo I, Playoff              | 9 febbraio   | Budapest (HUN)          | Paesi Bassi   | 0 – 2     | Sconfitta |
| 2015 | Gruppo I, Fase a gironi        | 4 febbraio   | Budapest (HUN)          | Georgia       | 3 – 0     | Vittoria  |
| 2015 | Gruppo I, Fase a gironi        | 5 febbraio   | Budapest (HUN)          | Bulgaria      | 3 – 0     | Vittoria  |
| 2015 | Gruppo I, Fase a gironi        | 6 febbraio   | Budapest (HUN)          | Portogallo    | 2 – 1     | Vittoria  |
| 2015 | Gruppo I, Playoff              | 7 febbraio   | Budapest (HUN)          | Gran Bretagna | 2 – 0     | Vittoria  |
| 2015 | Spareggi Gruppo Mondiale II    | 18-19 aprile | Tokyo (JPN)             | Giappone      | 3 – 2     | Vittoria  |
| 2016 | Gruppo Mondiale II             | 6-7 febbraio | Québec (CAN)            | Canada        | 3 – 2     | Vittoria  |
| 2016 | Spareggi Gruppo Mondiale I     | 16-17 aprile | Mosca (RUS)             | Giappone      | 3 – 2     | Vittoria  |